# CMC International
CMC International est un label indépendant américain, fondé en 1991 par Tom Lipsky. 

## Histoire
Dans les années 1990, CMC International publie notamment des groupes de classic rock et de heavy metal. En 1995, le label signe un partenariat avec le groupe BMG Entertainment. En 1999, CMC International est détenu en majorité par BMG Entertainment.
En 2000, CMC International devient une division de Sanctuary Records, et son fondateur Tom Lipsky devient président de la branche Sanctuary Records North America. Lorsque Universal Music Group acquiert Sanctuary Records en 2007, CMC International cesse d'exister. Près de cent cinquante albums sont publiés sous ce label entre 1994 et 2007. Tom Lipsky devient président de la branche « Loud & Proud » de Roadrunner Records, où il continue de publier des artistes classic rock.